# Stephan Heuss

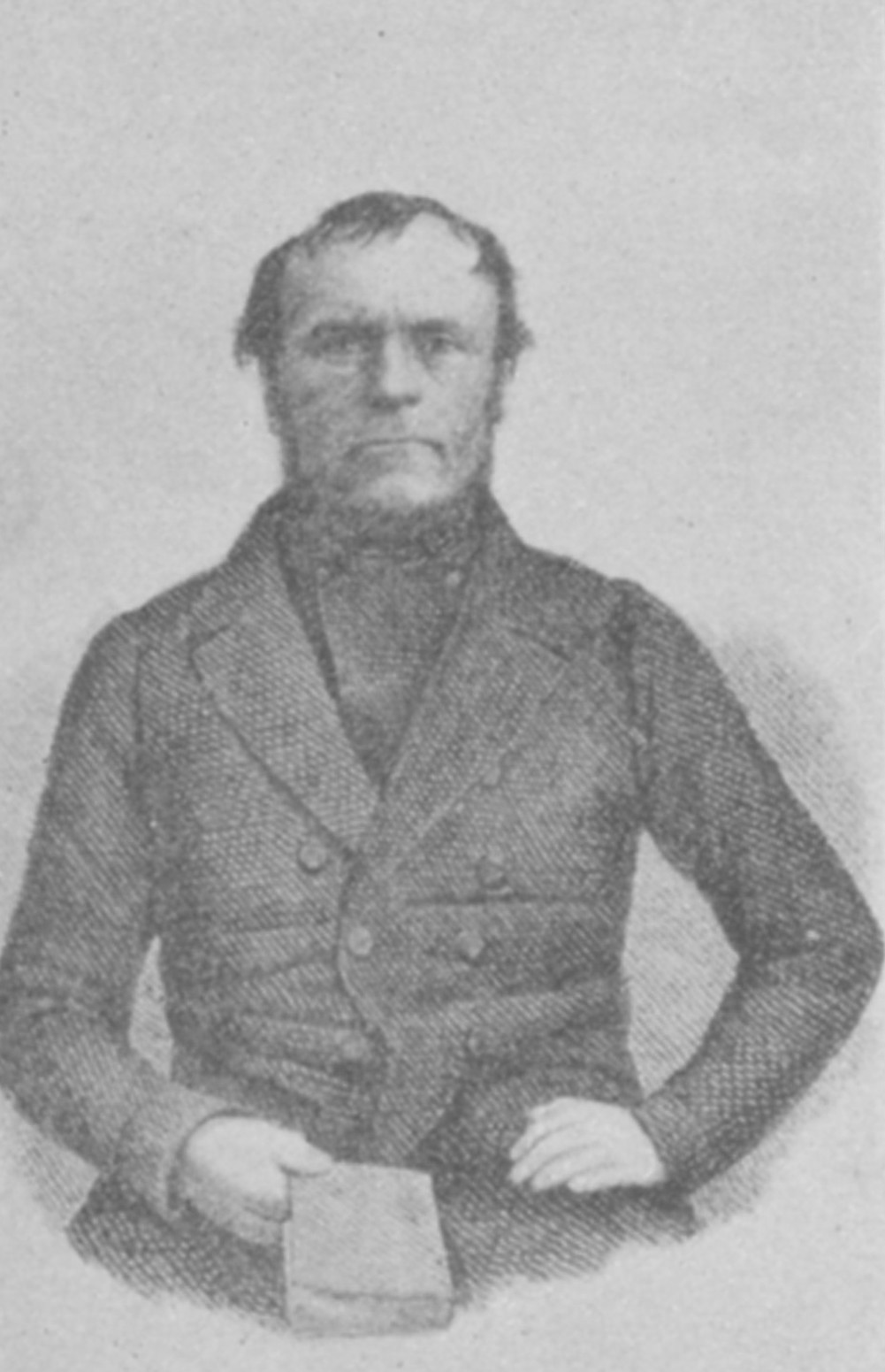
Stephan Heuss

Stephan Heuss (* 15. Februar 1804 in Breitenau; † 11. Dezember 1868 in Schwäbisch Hall) war ein deutscher Landwirt und Schriftsteller. 

## Leben
Heuss war Sohn eines Landwirts. Schon früh brachte er sich selbst Latein und Französisch bei, ebenso Mathematik und Astronomie. Durch den Tod des Bruders, der eigentlich den elterlichen Hof übernehmen sollte, musste er den Hof übernehmen und konnte nicht studieren. 1830 veröffentlichte er seine erste Druckschrift, die er selbst in den Bauerndörfern der Gegend verkaufte.
1833 heiratete er Anna Margaretha Krauß. 1835 wurde ein Sohn, 1836 eine Tochter geboren.
Heuss veröffentlichte Schriften ganz unterschiedlichen Inhalts. Einige hat er mit einfachsten Mitteln auch selbst gedruckt und veröffentlicht. Er hatte eine umfangreiche Bibliothek und war hochgebildet, was er ausschließlich durch Selbststudium erreichte. Zahlreiche seiner Schriften sind heute verloren.
1845 wurde Heuss zum Ortspfleger von Breitenau gewählt, überwarf sich aber mit zahlreichen Einwohnern des Ortes und trat schließlich aus der evangelischen Kirche aus. 1846 verkaufte er sein Haus in Breitenau und zog ins württembergische Leukershausen im Oberamt Crailsheim. 1848 wurde er dort zum Kompagnieschreiber gewählt, im selben Jahr zog er jedoch nach Schwäbisch Hall.

## Veröffentlichungen
- Der Freiheitskampf der Griechen von 1821–1839. Friedrich Walther, Dinkelsbühl 1830.
- Das Vaterunser. Ein religiöses Gedicht. Schwäbisch Hall, vor 1833.
- Gedichte religiösen und moralischen Inhalts. Selbstverlag, Breitenau 1839.
- Geschichte Josephs in Versen. C. Brügel, Ansbach 1840.
- Gedichte.
  - Bd. 1: Gedichte für Diejenigen, welche nach dem Bessern und Unvergänglichen streben. Selbstverlag, Breitenau 1840.
  - Bd. 2: Gedichte philosophischen, launigen und belehrenden Inhalts. Selbstverlag. Breitenau 1843 (Auflage: 25 Expl.)
- Sittenspiegel in Gedichten und Prosa. Selbstverlag, Breitenau 1843.
- Sternkunde, ein Lesebuch für Denkende. Selbstverlag, Breitenau 1843.
- Jesus der Freimaurer (eigentlich der Menschenfreund) oder Die Religion der Zukunft. Selbstverlag, Schwäbisch Hall 1848.
- Die Wiedergeburt der Deutschen. Reine Selbsterfahrungen. Gewidmet einer hohen Nationalversammlung in Frankfurt. Selbstverlag, Schwäbisch Hall 1848,
- Resultat der bayerischen Injurien-Prozesse. Selbstverlag, Schwäbisch Hall 1848.
- Sämtliche Gedichte.
  - Bd. 1: Die neue Zeit. Selbstverlag, Schwäbisch Hall 1851.
  - Bd. 2: Gedichte für alle, welche denken können. Selbstverlag, Schwäbisch Hall 1851.
- Der Abendstern. Ein Büchlein für die Jugend. Bd. 1. Selbstverlag, Schwäbisch Hall 1851.
- Länder und Völker der Erde, 1. Heft. Selbstverlag, Schwäbisch Hall 1856.
- Reckeh und Thussok. Roman. Selbstverlag, Schwäbisch Hall 1857 [Titel rückwärts gelesen: Kossuth und Hecker].
- Der Menschenfreund. Ein Sonntagsblatt über Welt-, Erd- und Himmelskunde. Selbstverlag, Schwäbisch Hall 1854ff.[1]
- Höhere Rechenkunst oder Algebra in Verbindung mit mathematischen Kenntnissen. Schwäbisch Hall, Schwend 1856. 2. Aufl. 1858.
- Niedere Rechenkunst in Verbindung mit gemeinnützigen Kenntnissen: ein Buch für Schulen und für den Selbstunterricht; (zugleich ein Weihnachtsgeschenk). 2. Auflage, Selbstverlag, Schwäbisch Hall 1858.
- Der Bauernspiegel. 2. Aufl. Selbstverlag, Schwäbisch Hall 1859.
- Der 30jährige Krieg. 2. Aufl. Selbstverlag, Schwäbisch Hall, 1859
- Hebräisches Sprachbuch zum Gebrauche des Handelsstandes: nach der jüdischen Aussprache. Selbstverlag, Schwäbisch Hall 1859.
- Original-Gedichte ernsten und humoristischen Sinnes, verfaßt zu verschiedenen Zeiten und unter verschiedenen Umständen. Selbstverlag, Schwäbisch Hall 1860.
- Original-Gedichte biblischen Sinnes. Selbstverlag, Schwäbisch Hall 1860.
- Gedichte für religiöse Erbauung. Selbstverlag, Schwäbisch Hall 1861.
- Gedichte philosophischen und geschichtlichen Inhalts. Schwäbisch Hall 1861.
- Reine Naturphilosophie. Dargestellt in Betrachtungen über Gottesweisheit, Weltweisheit und Lebensweisheit. Bd. 1. Druck und Verlag von Martin Heuß, Schwäbisch Hall 1861.
- Auswahl aus den Gedichten. Selbstverlag, Schwäbisch Hall 1867.